# Greifenberg (Schladminger Tauern)
Der Greifenberg ist ein 2618 m ü. A. hoher Berg in den Schladminger Tauern auf der Grenze zwischen den österreichischen Bundesländern Steiermark und Salzburg. Aufgrund seiner Lage zwischen Gollinghütte und Preintalerhütte gehört er zu den meistbesuchten Gipfeln der Schladminger Tauern.

## Lage und Umgebung
Der Greifenberg liegt im zentralen Teil der Schladminger Tauern direkt am Tauernhauptkamm. Nach Süden bzw. Südwesten verläuft der Grat über Pöllerhöhe (2601 m) und Großes Gangl (2602 m) weiter zum Hochgolling, nach Osten bzw. Nordosten über die Klafferschneide zum Waldhorn. Westlich des Gipfels verläuft das Steinriesental, nordöstlich liegen der Klafferkessel sowie Inneres und Äußeres Lämmerkar.

## Geologie und Geomorphologie
Der Gipfel sowie die nähere Umgebung sind aus migmatischem Paragneis aufgebaut und gehören zum Schladminger Kristallinkomplex. An den Wandfüßen sind immer wieder quartäre Hangschuttreste abgelagert. Morphologisch ist vor allem die Nordseite des Greifenbergs interessant. Diese wird vom Naturschutzgebiet Klafferkessel bestimmt. Dabei handelt es sich um eine glazial geprägte Karlandschaft auf rund 2300 m, die von mehr als 30 Seen ausgefüllt ist. Die größten davon sind der Obere und Untere Klaffersee sowie der Rauenbergsee. Neben Einschaltungen von Amphiboliten und Serpentiniten ist hier vor allem Moränenmaterial anzutreffen. Auch auf der Südseite liegen mehrere, als Gletscherüberreste auffassbare Seen, darunter der Zwerfenbergsee.

## Aufstieg
Der Greifenberg liegt am Zentralalpenweg (Österreichischer Weitwanderweg 02) und gehört daher zu den meistbesuchten Gipfeln der Schladminger Tauern. Die wichtigsten Stützpunkte für eine Besteigung sind die Gollinghütte westlich und die Preintalerhütte nordöstlich des Gipfels. Der Anstieg über die Lungauer Seite erfolgt eher selten. Alle Anstiege setzen ein gewisses Maß an Trittsicherheit voraus. Im Winter steht der Berg bei Skitourengehern hoch im Kurs.

### Ausgangspunkte (Sommer)
- Gollinghütte: 2½ Stunden
- Preintalerhütte, durch den Klafferkessel: 3½ Stunden

### Ausgangspunkte (Winter)
- Untere Gfölleralm (1079 m) über Riesachtal: 4–5 Stunden
- Laßhoferalm (1270 m) durch das Lessachtal (Lungau): 5 Stunden